# Sportwagen-Weltmeisterschaft 1989

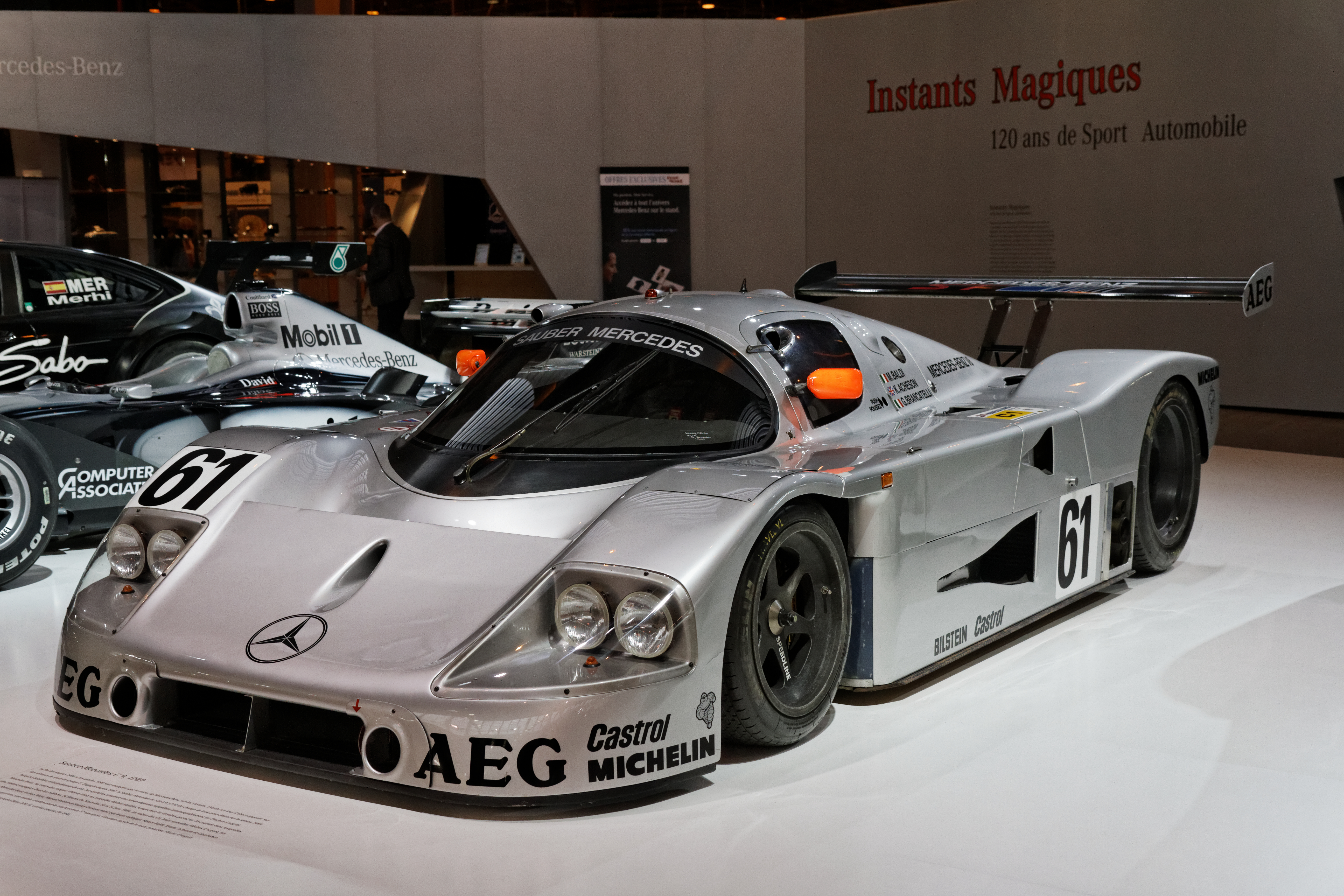
Sauber C9

Die Sportwagen-Weltmeisterschaft 1989 war die 37. Saison dieser Meisterschaft. Sie begann am 9. April und endete am 29. Oktober.

## Meisterschaft
Mit dem Beginn der Saison endete in der Weltmeisterschaft die lange Tradition der Langstreckenrennen, die eine Renndistanz von 1000 Kilometern oder sechs Stunden hatten. Gefahren wurden nun Sprintrennen über 480 Kilometer und eine Fahrzeit zwischen zwei und drei Stunden. Dieses neue Reglement führte zum Verzicht des ACO an der Weltmeisterschaft. Dadurch zählte das 24-Stunden-Rennen von Le Mans in diesem Jahr nicht zum Rennkalender.
1989 war das Sauber-Team mit dem Sauber C9 das bestimmende Rennteam. Angetrieben wurde der Wagen vom M-199-V8-Motor von Mercedes-Benz. Es war der erste Weltmeistertitel für die Daimler-Benz AG seit 1955, als sowohl die Fahrerwertung der Automobil-Weltmeisterschaft als auch die Sportwagen-Weltmeisterschaft gewonnen wurde. Sauber siegte bei sieben der acht Weltmeisterschaftsrennen und gewann überlegen die Teamwertung. Überraschung des Jahres war Joest Racing, die mit den in die Jahre gekommenen Porsche 926C erfolgreich waren. Bob Wollek und Frank Jelinski gelang mit dem Erfolg beim 480-km-Rennen von Dijon der letzte Gesamtsieg für einen Porsche-Rennwagen in der langen Geschichte der Sportwagen-Weltmeisterschaft.
Fahrerweltmeister wurde Jean-Louis Schlesser vor seinen Sauber-Teamkollegen Jochen Mass, Mauro Baldi und Kenny Acheson.

## Rennkalender
| Nr. | Datum         | Rennname / Rennstrecke                                             | Team                 | Gesamtsieger                     | Fahrzeug              | Meisterschaft     |
| --- | ------------- | ------------------------------------------------------------------ | -------------------- | -------------------------------- | --------------------- | ----------------- |
| 1   | 9. April      | 480-km-Rennen von Suzuka (Suzuka International Racing Course)      | Team Sauber Mercedes | Jean-Louis Schlesser Mauro Baldi | Sauber-Mercedes C9/88 | Marken und Fahrer |
| 2   | 21. Mai       | 480-km-Rennen von Dijon (Circuit de Dijon-Prenois)                 | Joest Racing         | Bob Wollek Frank Jelinski        | Porsche 962C          | Marken und Fahrer |
| 3   | 25. Juni      | 480-km-Rennen von Jarama (Circuito del Jarama)                     | Team Sauber Mercedes | Jean-Louis Schlesser Jochen Mass | Sauber-Mercedes C9/88 | Marken und Fahrer |
| 4   | 23. Juli      | 480-km-Rennen von Brands Hatch (Brands Hatch)                      | Team Sauber Mercedes | Kenny Acheson Mauro Baldi        | Sauber-Mercedes C9/88 | Marken und Fahrer |
| 5   | 20. August    | 480-km-Rennen auf dem Nürburgring (Nürburgring)                    | Team Sauber Mercedes | Jean-Louis Schlesser Jochen Mass | Sauber-Mercedes C9/88 | Marken und Fahrer |
| 6   | 3. September  | 480-km-Rennen von Donington (Donington Park)                       | Team Sauber Mercedes | Jean-Louis Schlesser Jochen Mass | Sauber-Mercedes C9/88 | Marken und Fahrer |
| 7   | 17. September | 480-km-Rennen von Spa-Francorchamps (Circuit de Spa-Francorchamps) | Team Sauber Mercedes | Kenny Acheson Mauro Baldi        | Sauber-Mercedes C9/88 | Marken und Fahrer |
| 8   | 29. Oktober   | 480-km-Rennen von Mexiko (Autódromo Hermanos Rodríguez)            | Team Sauber Mercedes | Jean-Louis Schlesser Jochen Mass | Sauber-Mercedes C9/88 | Marken und Fahrer |

## Sportprototypen-Weltmeisterschaft für Rennteams

### Gesamtwertung
| Position | Team                    | Fahrzeug                            | 1  | 2  | 3  | 4  | 5  | 6  | 7  | 8  | Gesamt |
| -------- | ----------------------- | ----------------------------------- | -- | -- | -- | -- | -- | -- | -- | -- | ------ |
| 1        | Team Sauber Mercedes    | Sauber C9                           | 20 | 15 | 20 | 20 | 20 | 20 | 20 | 20 | 155    |
| 2        | Joest Racing            | Porsche 962C                        | 12 | 20 |    | 15 |    | 10 | 15 | 12 | 84     |
| 3        | Brun Motorsport         | Porsche 962C                        | 3  | 2  | 12 | 6  | 10 | 8  | 10 | 15 | 66     |
| 4        | Silk Cut Jaguar         | Jaguar XJR-9 Jaguar XJR-11          | 8  |    | 15 | 8  | 8  |    |    | 8  | 47     |
| 5        | Nissan Motorsport       | Nissan R88C Nissan R88V Nissan R89C | 10 |    | 3  |    |    | 12 | 12 |    | 37     |
| 6        | Aston Martin            | Aston Martin AMR1                   |    |    |    | 10 | 3  | 6  | 4  | 3  | 26     |
| 7        | Toyota Team Tom’s       | Toyota 88C Toyota 89C-V             | 6  | 10 | 1  |    | 4  | 1  | 3  |    | 25     |
| 8        | Porsche Kremer Racing   | Porsche 962CK6                      | 2  |    | 4  |    | 12 |    | 1  | 2  | 21     |
| 9        | Spice Engineering       | Spice SE89C                         |    |    | 10 |    |    |    | 8  | 1  | 19     |
| 10       | Richard Lloyd Racing    | Porsche 962C GTi                    |    | 8  |    |    |    |    |    | 10 | 18     |
| 11       | Courage Compétition     | Cougar C22S                         |    | 6  | 2  | 4  | 2  | 2  |    |    | 16     |
| 12       | Equipe Alméras Fréres   | Porsche 962C                        | 4  |    |    | 1  |    |    |    |    | 5      |
| 13=      | Chamberlain Engineering | Spice SE86C Spice SE89C             |    | 3  |    |    |    |    |    |    | 3      |
| 13=      | France Prototeam        | Spice SE88C                         |    |    |    | 3  |    |    |    |    | 3      |
| 13=      | Mazdaspeed              | Mazda 767 Mazda 787B                |    | 1  |    |    |    |    | 2  |    | 3      |
| 16       | Obermaier Racing        | Porsche 962C                        | 1  |    |    |    |    |    |    |    | 1      |

### FIA Cup für Gruppe-C2-Teams
| Position | Team                        | Fahrzeug                | 1  | 2  | 3  | 4  | 5  | 6  | 7  | 8  | Gesamt |
| -------- | --------------------------- | ----------------------- | -- | -- | -- | -- | -- | -- | -- | -- | ------ |
| 1        | Chamberlain Engineering     | Spice SE86C Spice SE89C | 20 | 20 | 20 | 20 | 10 | 12 | 15 | 3  | 120    |
| 2        | Team Mako                   | Spice SE88C             |    | 10 |    | 15 | 20 | 15 | 20 | 20 | 100    |
| 3        | PC Automotive               | Spice SE88C ADA 02B     |    | 12 | 12 |    | 15 |    | 12 | 10 | 61     |
| 4        | France Prototeam            | Spice SE88C             |    | 15 | 15 | 8  | 12 |    |    | 8  | 58     |
| 5        | Tiga Race Team              | Tiga GC289              |    |    | 10 | 10 |    | 20 |    | 4  | 44     |
| 6        | Porto Kaleo Team            | Tiga GC286 Tiga GC288   |    | 8  |    | 3  |    |    | 10 | 12 | 33     |
| 7        | Roy Baker Racing            | Spice SE87C Tiga GC289  |    |    |    | 12 |    |    | 6  | 6  | 24     |
| 8        | Pierre-Alain Lombardi       | Spice SE86C Spice SE88P |    |    |    | 4  |    |    |    | 15 | 19     |
| 9        | Automobiles Louis Descartes | ALD C289 ALD 06         |    |    |    |    |    |    | 8  |    | 8      |
| 10       | Didier Bonnet               | Tiga GC289 ALD 05       |    |    |    |    |    |    | 3  |    | 3      |

## Fahrer-Weltmeisterschaft

### Gesamtwertung
Weltmeisterschaftspunkte wurden für die besten sechs Platzierungen des Jahres vergeben.
| Position | Fahrer               | Konstrukteur  | 1  | 2   | 3   | 4    | 5  | 6  | 7  | 8  | Gesamt |
| -------- | -------------------- | ------------- | -- | --- | --- | ---- | -- | -- | -- | -- | ------ |
| 1        | Jean-Louis Schlesser | Sauber        | 20 | 15  | 20  | (12) | 20 | 20 |    | 20 | 115    |
| 2        | Jochen Mass          | Sauber        |    | 15  | 20  | 12   | 20 | 20 |    | 20 | 107    |
| 3        | Mauro Baldi          | Sauber        | 20 | 12  | (8) | 20   | 15 | 15 | 20 |    | 102    |
| 4        | Kenny Acheson        | Sauber        | 15 | 12  | (8) | 20   | 15 | 15 | 20 |    | 97     |
| 5        | Frank Jelinski       | Porsche       | 12 | 20  |     | 15   |    | 10 | 15 | 12 | 84     |
| 6        | Bob Wollek           | Porsche       | 12 | 20  |     | 15   |    | 10 | 15 |    | 72     |
| 7        | Oscar Larrauri       | Porsche       | 3  | (2) | 12  |      | 6  | 8  | 10 | 15 | 54     |
| 8=       | Jan Lammers          | Jaguar        |    |     | 15  | 8    | 1  |    |    | 6  | 30     |
| 8=       | Patrick Tambay       | Jaguar        |    |     | 15  | 8    | 1  |    |    | 6  | 30     |
| 8=       | Andy Wallace         | Jaguar        | 8  |     | 6   |      | 8  |    |    | 8  | 30     |
| 11=      | Mark Blundell        | Nissan        |    |     | 3   |      |    | 12 | 12 |    | 27     |
| 11=      | Julian Bailey        | Nissan        |    |     | 3   |      |    | 12 | 12 |    | 27     |
| 13       | Harald Huysman       | Porsche       |    | 2   |     |      |    | 8  |    | 15 | 25     |
| 14=      | Henri Pescarolo      | Porsche Spice |    | 3   |     |      |    | 3  | 6  | 12 | 24     |
| 14=      | Brian Redman         | Aston Martin  |    |     |     | 10   | 3  | 4  | 4  | 3  | 24     |
| 16=      | David Leslie         | Aston Martin  |    |     |     | 10   | 3  | 6  |    | 3  | 22     |
| 16=      | John Nielsen         | Jaguar        | 8  |     | 6   |      | 8  |    |    |    | 22     |
| 18=      | Jesús Pareja         | Porsche       |    |     |     | 6    | 10 |    |    | 4  | 20     |
| 18=      | Walter Brun          | Porsche       |    |     |     | 6    | 10 |    |    | 4  | 20     |
| 20=      | Thorkild Thyrring    | Spice         |    |     | 10  |      |    |    | 8  | 1  | 19     |
| 20=      | Johnny Dumfries      | Toyota        |    | 10  | 1   |      | 4  | 1  | 3  |    | 19     |
| 22=      | Tiff Needell         | Porsche       |    | 8   |     |      |    |    |    | 10 | 18     |
| 22=      | Wayne Taylor         | Spice         |    |     | 10  |      |    |    | 8  |    | 18     |
| 22=      | Derek Bell           | Porsche       |    | 8   |     |      |    |    |    | 10 | 18     |
| 25=      | Geoff Lees           | Toyota        |    | 10  |     |      | 4  |    | 3  |    | 17     |
| 25=      | Giovanni Lavaggi     | Porsche       |    |     | 4   |      | 12 |    | 1  |    | 17     |
| 25=      | George Fouché        | Porsche       |    |     | 4   |      | 12 |    | 1  |    | 17     |
| 28       | Pascal Fabre         | Cougar        |    | 6   | 2   | 4    | 2  | 2  |    |    | 16     |

### FIA Cup für Gruppe-C2-Fahrer
In dieser Tabelle werden die ersten 36 Positionen der Weltmeisterschaft erfasst.
| Position | Fahrer             | Konstrukteur  | 1  | 2  | 3  | 4  | 5  | 6  | 7  | 8  | Gesamt |
| -------- | ------------------ | ------------- | -- | -- | -- | -- | -- | -- | -- | -- | ------ |
| 1=       | Fermín Vélez       | Spice         | 20 | 20 | 20 | 20 |    | 12 | 15 |    | 107    |
| 1=       | Nick Adams         | Spice         | 20 | 20 | 20 | 20 |    | 12 | 15 |    | 107    |
| 3        | James Shead        | Spice         |    | 10 |    | 15 | 20 | 15 | 20 |    | 80     |
| 4        | Robbie Stirling    | Spice         |    |    |    | 15 | 20 | 15 | 20 |    | 70     |
| 5=       | Olindo Iacobelli   | Spice ADA     |    | 12 | 12 |    | 15 |    | 12 | 10 | 61     |
| 5=       | Richard Piper      | Spice ADA     |    | 12 | 12 |    | 15 |    | 12 | 10 | 61     |
| 7        | Bernard Thuner     | Spice         |    | 15 | 15 | 8  | 12 |    |    | 8  | 58     |
| 8        | Jari Nurminen      | Tiga          |    | 8  | 10 |    |    | 20 |    | 4  | 42     |
| 9        | Claude Ballot-Léna | Spice Porsche |    |    | 15 |    | 12 |    |    |    | 27     |
| 10=      | Ranieri Randaccio  | Tiga          |    |    |    | 3  |    |    | 10 | 12 | 25     |
| 10=      | Pasquale Barberio  | Tiga          |    |    |    | 3  |    |    | 10 | 12 | 25     |
| 12       | Luigi Taverna      | Spice Tiga    |    |    | 8  | 6  | 10 |    |    |    | 24     |